# 波爾科四世 (奧波列)
波爾科四世（波蘭語：Bolko IV opolski，約1365年—1437年5月6日），斯切爾采公爵、奧波列公爵，波爾科三世之子。

## 家庭
波爾科四世的妻子名為瑪格麗塔，兩人共有3子1女：
1. 波爾科五世（1400年—1460年）
2. 揚一世（英语：Jan I of Opole）（約1410年—1439年）
3. 瑪格莎塔（約1413年—1454年），與盧賓公爵路德維克三世結婚
4. 米科瓦伊（約1424年—1476年）